# Campo de concentración de Múnich-Allach

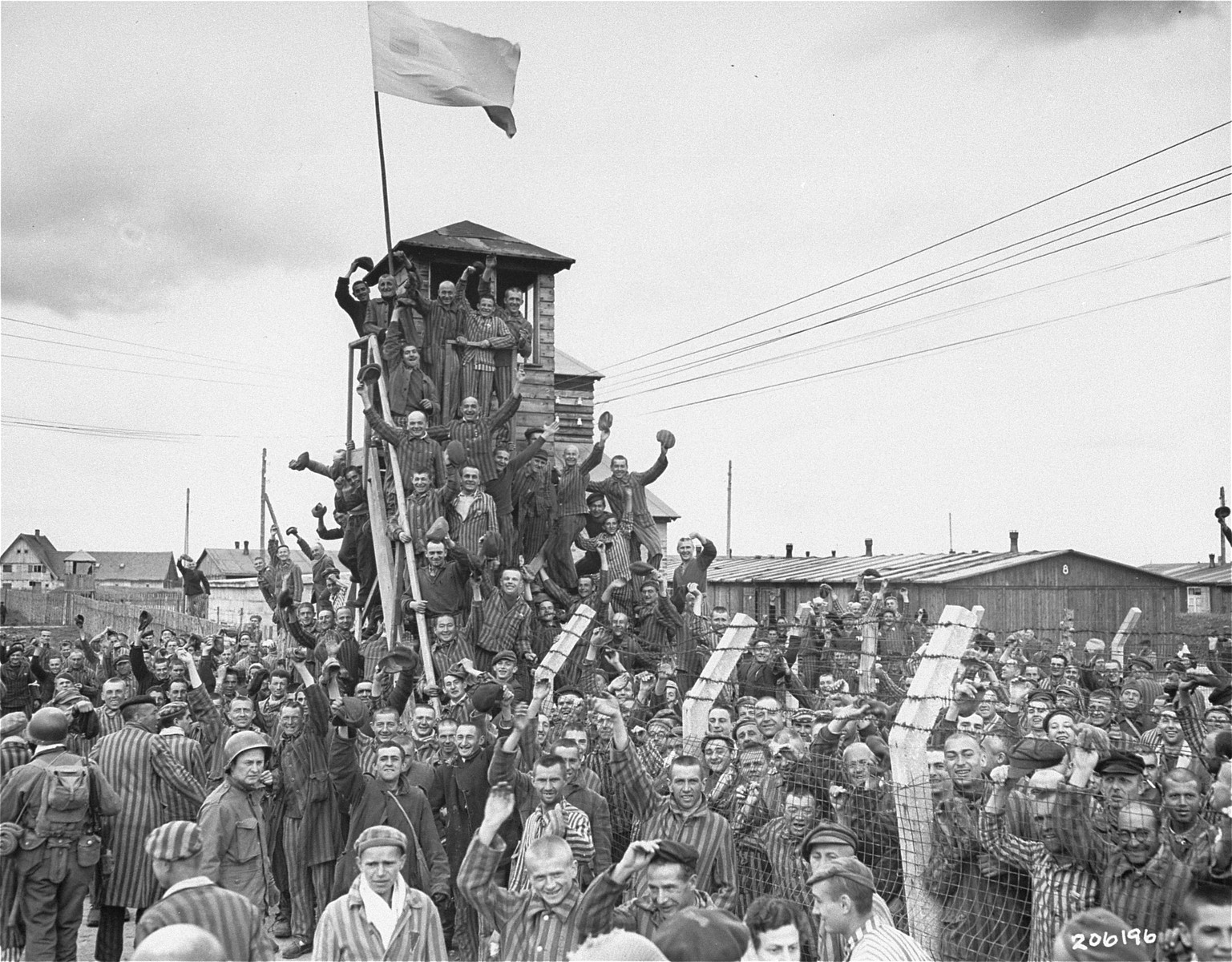
Sobrevivientes en Allach, un subcampo de Dachau, saludan a las tropas estadounidenses que llegan (Foto: Sidney Blau, 30 de abril de 1945. Museo Memorial del Holocausto de los Estados Unidos).

En el complejo de subcampos del campo de concentración de Múnich-Allach (BMW), más de 10,000 prisioneros fueron obligados a trabajar en la fabricación de motores de aviación para BMW desde el 22 de febrero de 1943 hasta el 30 de abril de 1945, de los cuales más de mil murieron. El principal subcampo de BMW en el distrito de Allach en Múnich fue el más grande de los 169 subcampos del campo de concentración de Dachau. En 1952, se construyó el asentamiento de Múnich-Ludwigsfeld en la mayor parte de la superficie, y en el resto del terreno, propiedad del grupo Hirmer, se realizaron excavaciones preparatorias para su desarrollo desde 2016 .

## Antecedentes de la formación
Además de la planta existente en Moosach (Múnich), BMW puso en funcionamiento en mayo de 1942 la planta en Múnich-Allach en la Dachauer Straße ♁⊙ para la descentralización necesaria de la producción durante la guerra. El objetivo era fabricar el motor de avión BMW 801 en grandes cantidades en los edificios ♁1, ♁2 y ♁20. Para proteger la producción de los crecientes ataques aéreos, BMW y las SS construyeron en 1944 el búnker de armamento "Walnuß", de 160 metros de largo, 125 metros de ancho y 17 metros de alto, con paredes de 3,5 metros de grosor.
Ya a finales de 1941 se emplearon trabajadores civiles forzados para la construcción y puesta en marcha de la planta.Debido a la aguda escasez de mano de obra en la industria armamentista, a partir de la primavera de 1942 se establecieron cada vez más subcampos de concentración, denominados en documentos nazis posteriores como "campos de trabajo", cerca de instalaciones industriales. Los prisioneros en el subcampo de concentración de Múnich-Allach fueron utilizados principalmente por BMW, pero también por Dyckerhoff, Sager & Woerner, Theodor Kirsch & Söhne Sägemühle, Pumpel & Co Lochhausen, el complejo de búnkeres y cuevas de Lochhausen, y la Organización Todt (OT).
Hacia el final de la guerra, 17.000 prisioneros de campos de concentración, trabajadores forzados y prisioneros de guerra estaban empleados en BMW en Allach. BMW fue despiadada en su uso masivo y temprano de estas personas.

## Campo

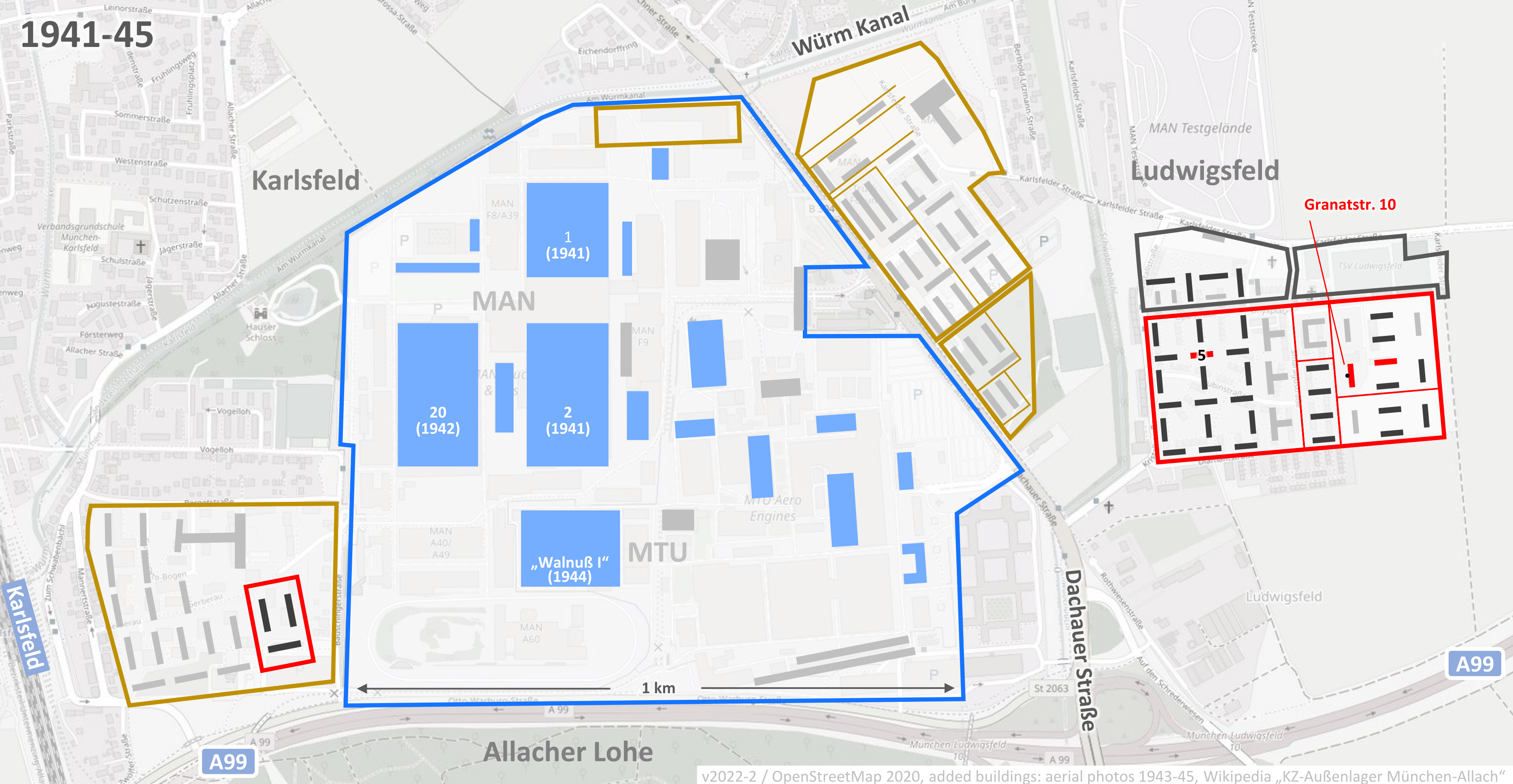
Mapa con el subcampo del campo de concentración (rojo), la fábrica de motores de aviones BMW (azul) y los campos residenciales y de trabajos forzados asociados (marrón).

Las áreas completas del campo, con finalmente 31 barracones de alojamiento, estaban rodeadas por una cerca electrificada y vigiladas por torres de guardia.Las instalaciones de las SS se encontraban al norte del subcampo de concentración.
El comandante del subcampo de Allach desde marzo de 1943 hasta el final de la guerra fue el SS-Obersturmführer Josef Jarolin, y su adjunto, el SS-Hauptscharführer Sebastian Eberl. Juntos ejercieron un régimen brutal de arbitrariedad. Las muertes eran habituales, tanto por las crueldades de las SS como por la desnutrición, instalaciones sanitarias inadecuadas y falta de higiene. Como resultado, surgieron brotes de disentería, tifus, tuberculosis y sarna. Además, se llevaron a cabo varias ejecuciones por sabotaje, intentos de fuga y robo de comida. Solo la Oficina Central de las Administraciones de Justicia Estatal para la Investigación de Crímenes Nacional Socialistas enumera 50 asesinatos. Hasta febrero de 1945, el número de prisioneros en este complejo de subcampos aumentó a aproximadamente 10,000.
Este complejo de subcampos fue complementado progresivamente hacia el este y finalmente consistió en tres subcampos de concentración, así como campos de trabajo forzado y de prisioneros extranjeros.

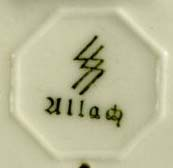
Runas que simbolizan las SS, pintadas en porcelana de Allach.

### Subcampo de Concentración de Múnich-Allach (BMW)
El 22 de febrero de 1943 comenzó la construcción del campo de concentración-Außenlager, y a partir de marzo participaron campo de concentración-Häftlinge, sirviendo como el principal subcampo del complejo. Según el prisionero del campo de concentración Dachau Kupfer-Koberwitz, ya el 30 de marzo de 1943, aproximadamente 600 prisioneros estaban en el campo realizando trabajos de construcción, como excavaciones.
El consistía inicialmente en 22 barracones de madera, que habían sido remodelados a partir de antiguos establos de caballos. BMW utilizó consistentemente el tipo de barracón OKH 260/9, cada uno con 390 metros cuadrados. Cada uno de estos barracones tenía 40,76 metros de largo, 9,56 metros de ancho y una altura de cuatro metros. Originalmente diseñado para 168 hombres, hacia el final de la guerra albergaba hasta 800 prisioneros. En promedio, había entre 3.500 y 5.000 prisioneros en el campo. Los barracones sin ventanas no estaban equipados con armarios, y los prisioneros dormían en sacos de paja en literas de tres pisos. El prisionero Otto Oertel, que fue asignado como jefe de bloque del Bloque I, informó sobre la dificultad de prevenir la propagación de epidemias dada la situación higiénica.
A partir del 12 de abril de 1943, BMW inició cursos de capacitación de dos a seis semanas para los prisioneros del campo de concentración, quienes posteriormente trabajaban como perforadores, fresadores, torneros y cerrajeros, y en 1944 también en la reparación de motores, el fresado, la producción de culatas, la galvanoplastia, el montaje de carenados de motores y en tareas de prueba. La autoridad disciplinaria sobre ellos recaía en los jefes de departamento y supervisores de BMW. BMW también asumió tareas administrativas como “contrataciones”, redacción de documentos de departamento y “contabilidad de salarios” para los prisioneros del campo de concentración, y solo transfirió estas funciones a las SS de este subcampo en enero de 1945. La tarjeta interna de prisioneros del campo de concentración de BMW no se ha conservado.
Los prisioneros de otros subcampos de Dachau también tuvieron que trabajar para BMW, incluyendo Blaichach, Kaufbeuren, Stephanskirchen, Trostberg así como en el Außenkommando en la Rohrwachtstraße en Dachau, donde parte de la producción de Allach se trasladó en 1942. También recibieron apoyo directo del campo de concentración-Außenlager Kempten y del campo de concentración de Dachau, en el comando interior Präzifix.

### Comando externo del campo de concentración de Munich-Allach (comando de desactivación de bombas)
Diez prisioneros del subcampo de Múnich-Allach fueron reclutados bajo falsas promesas de ser liberados después de completar su trabajo para formar parte de un comando de desactivación de bombas, fueron alojados y principalmente empleados en la planta principal de BMW en Múnich, "BMW I".

### Campo exterior Campo de concentración de Dachau-Außenlager Karlsfeld (OT)
A partir del 11 de julio de 1944, existió al este del campo exterior original un campo independiente , separado de los barracones del Campo de concentración de DachauAußenlager München-Allach (BMW), al cual estaba subordinado. Desde el 17 de julio hasta el 20 de agosto de 1944, Johann Kastner fue el líder del campo, luego fue trasladado al Campo de concentración de Dachau-Außenlager Kaufering XI – Landsberg-Stadtwaldhof. Su sucesor fue el SS-Hauptscharführer Leonhard Mayer, quien fue trasladado en febrero de 1945 al Campo de concentración de Dachau-Außenlagerkomplex Mühldorf.

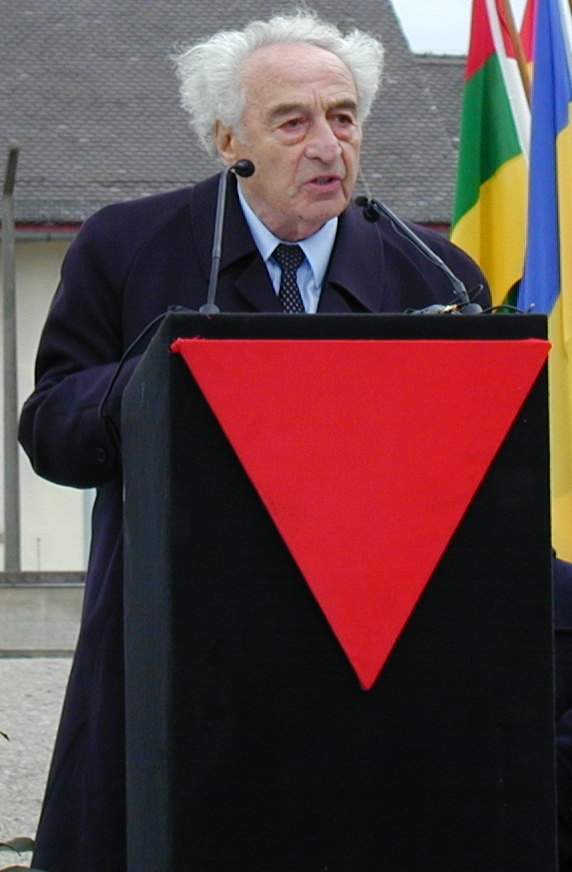
Uno de los prisioneros conocidos fue Max Mannheimer.

En este campo, principalmente entre 1100 y 1350 judíos de origen rumano y húngaro fueron internados. Estaban obligados a trabajar bajo la supervisión de la Organización Todt (OT), reparando los daños por bombardeos en las vías del área de la estación de Karlsfeld, pero sobre todo en la construcción del búnker de BMW para Sager & Woerner, conocido como el "Kommando de la muerte", también referido como "Kommando Dyckerhoff" según el nombre de la otra empresa. Los prisioneros tenían que llevar diariamente, en un largo recorrido, durante doce horas, sacos de cemento de 50 kilos y traer grava, una situación similar a la brutalización del trabajo forzado en los proyectos de construcción de los tres grandes búnkeres del complejo del campo exterior Kaufering.
Gefangene wurden absichtlich und rücksichtslos ausgebeutet, viele starben bei den Arbeitseinsätzen und durch Misshandlungen der Wachmannschaften. "Der Lagerführer befahl dem Schmilovits 25 Stockhiebe zu geben. Die Exekution erfolgte vor allen angetretenen Lagerinsassen." "Mir ist bekannt, dass SS-Angehörige sich absprachen, einen Häftling zu erschießen, um 3 Tage Sonderurlaub zu bekommen." Los muertos fueron trasladados al Campo de concentración de Dachau, al igual que los prisioneros enfermos. En otoño de 1944, los prisioneros incapaces de trabajar fueron "seleccionados" para ser transportados al Campo de concentración de Auschwitz, hacia las cámaras de gas, también en febrero de 1945. Stefan Lason, escribiente auxiliar del campo exterior, declaró después de la guerra que las estadísticas de muerte se mantuvieron intencionalmente bajas al registrar a muchos muertos como trasladados a Dachau, coincidiendo con los registros de entradas y salidas del Campo de concentración de Dachau. Probablemente ya no sea posible determinar el número total de víctimas mortales de este campo.
Poco antes del final de la guerra, este campo se amplió con el, desde el 11 de abril de 1945 ocupado por 1000 mujeres del Campo de concentración de Struthof-Natzweiler. Además, se sobrepobló completamente como destino de traslado de evacuaciones de otros campos exteriores de Campo de concentración, como el 20 de abril de 1945 desde el Subcampo del campo de concentración de Überlingen-Aufkirch.
El desalojo del campo exterior Karlsfeld se llevó a cabo, entre otros, el 25 de abril de 1945 en el tren hacia Staltach (Iffeldorf), donde los prisioneros del Campo de concentración fueron liberados por el ejército estadounidense el 1 de mayo.

### Subcampo del campo de concentración de Rothschwaige
Ubicado de manera aislada, aproximadamente cuatro kilómetros al noroeste, se encontraba el Campo de concentración-Außenlager Rothschwaige. Este campo exterior se menciona por primera vez el 19 de junio de 1944. Para julio de 1944, el informe de fuerza indica 512 prisioneros judíos y 19 prisioneros con funciones específicas. Se trataba principalmente de un campo de tránsito de cuatro a seis semanas para prisioneros judíos que eran transferidos desde el campo de concentración de Auschwitz a este complejo de campos exteriores que contaba finalmente con alrededor de 40 barracones. En julio de 1944, se transfirieron 800 prisioneros judíos húngaros para la industria armamentística, quienes fueron vacunados y despiojados para su posterior uso, en otro transporte se trasladaron 1045 mujeres Sinti y Roma, como una estación intermedia en su camino hacia el campo de concentración de Ravensbrück. No se han documentado maltratos ni asesinatos sistemáticos en este campo. En los informes de fuerza de noviembre de 1944 y abril de 1945, ya no se mencionan prisioneros en este campo. En 2005, aún quedaban dos barracones en ruinas en el terreno, que se utilizaba para alojar a repatriados.

### Otros campos del complejo de subcampos del campo de concentración
Además, existía el campo de concentración para enfermos y de cuarentena.

### Campos de trabajos forzados y extranjeros asociados
Campos de trabajo forzado y extranjero asociados En las inmediaciones de BMW, ya en 1942 se establecieron dos campos de trabajadores extranjeros y un campo de trabajo forzado, el ♁campo Ludwigsfeld, el ♁campo Karlsfeld, el ♁Würmlager así como el ♁campo de prisioneros de guerra ("campo de rusos") y el ♁campo de prisioneros de la SS y la policía.

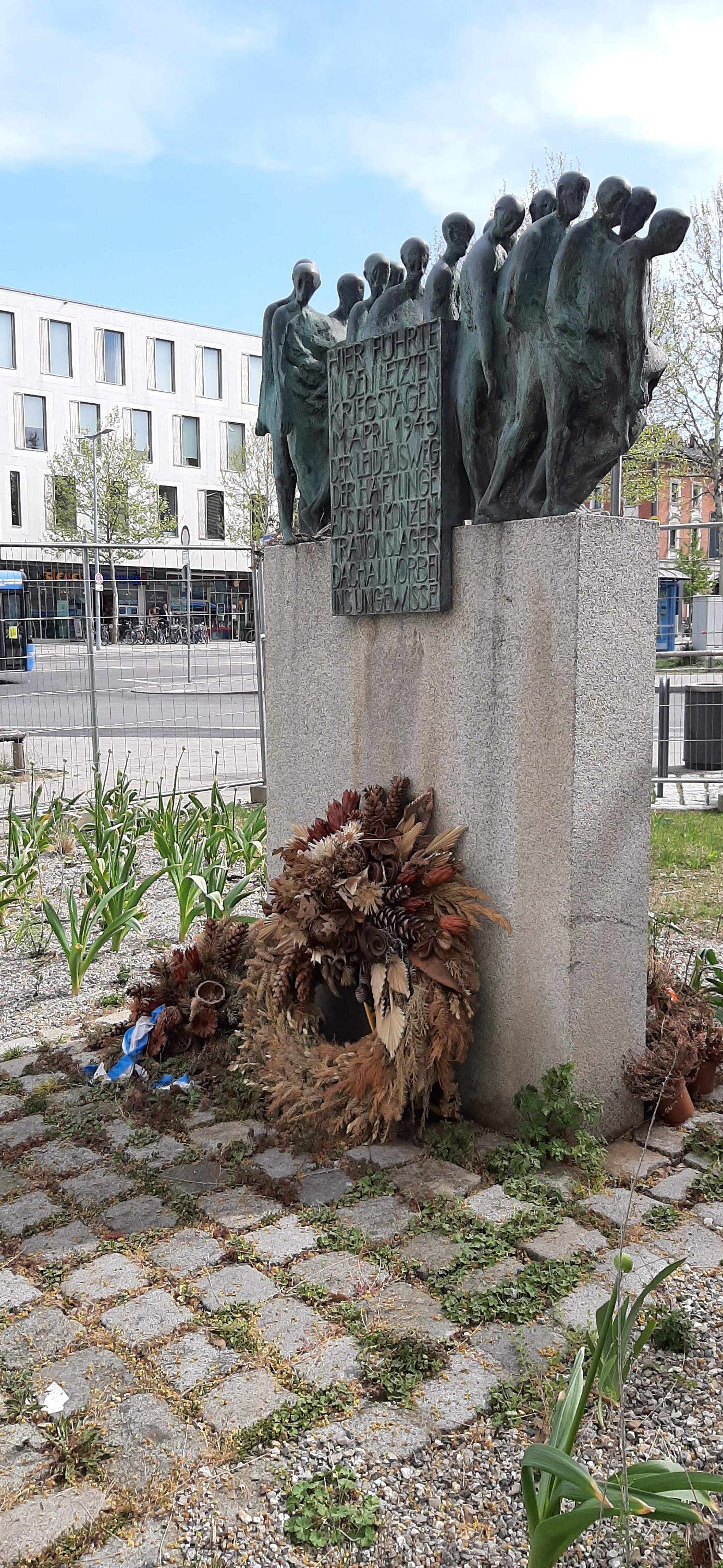
Memorial de la Marcha de la Muerte en Munich-Pasing, patio de la estación (Irmonherstr. 2), cerca de Würm

### Marchas de la muerte
El reporte de fuerza del 26 de abril de 1945 aún registraba 8970 prisioneros del campo de concentración. Además, este complejo de campos servía como punto de reunión y objetivo intermedio de las evacuaciones de otros subcampos del campo de concentración, como Burgau, Türkheim y otros, en parte también del complejo de subcampos del campo de concentración de Kaufering; con hasta 22.000 prisioneros, estaba finalmente completamente abarrotado.El 26 de abril de 1945, el camino de 9000 prisioneros del campo de concentración Dachau también llevó a través de este complejo de campos, el mismo día como marcha de la muerte para los alemanes y rusos de Allach, continuando a lo largo del Würm, pasando por Múnich-Pasing y Gauting, el 27 de abril por Leutstetten y desde allí con otros prisioneros del campo de concentración de Dachau hacia Waakirchen, donde fueron liberados el 1 de mayo. El cementerio del campo de concentración establecido allí para las víctimas fue trasladado en 1956 al Waldfriedhof Dachau.

Karl Adolf Gross hat von der Baracke X erzählt:
“Im Krematorium können nicht alle toten Häftlinge verbrannt werden. 
Es sind nämlich zu viele tote Häftlinge.
Diese toten Häftlinge werden auf Karren zum Krematorium gebracht.
Die toten Häftlinge sind alle nackt.
Und die toten Häftlinge sind gestapelt wie Holz.
Die toten Häftlinge werden dann in das Feuer geworfen.
Die toten Häftlinge bekommen kein Gebet.
Die toten Häftlinge werden nicht wie Menschen behandelt.
Die Häftlinge wurden nämlich nicht mit Würde behandelt.”
Karl Adolf Gross habló sobre el Cuartel X:
"En el crematorio no pueden quemarse todos los prisioneros muertos.
Hay demasiados prisioneros muertos.
Estos prisioneros muertos son llevados en carretas al crematorio.
Los prisioneros muertos están todos desnudos.
Y los prisioneros muertos están apilados como leña.
Entonces los prisioneros muertos son arrojados al fuego.
Los prisioneros muertos no reciben una oración.
Los prisioneros muertos no son tratados como seres humanos.
De hecho, los prisioneros no fueron tratados con dignidad."
Karl Adolf Gross estuvo prisionero en Dachau de 1940 a 1945.

### Entierro de las víctimas del campo de concentración
Hasta ahora, se conocen los nombres y procedencias de 1800 muertos del campo, pero el número real es considerablemente mayor. La mayoría de los prisioneros del campo de concentración muertos fueron transportados al crematorio del campo de concentración de Dachau y allí incinerados. Hacia el final de la Segunda Guerra Mundial, esto ya no era posible de manera ordenada, y los cadáveres se acumularon en el subcampo del campo de concentración Múnich-Allach. Por lo tanto, se cavaron fosas comunes en el lugar, entre otras en la esquina noreste de este subcampo del campo de concentración, conocido como "Cementerio del campo de concentración Karlsfeld". Los restos mortales allí fueron exhumados en 1948, 1955 y 2017 y trasladados al cementerio del campo de concentración Dachau-Leitenberg y al Waldfriedhof Dachau. Posteriormente, algunos de estos fueron nuevamente trasladados al cementerio del campo de concentración Dachau-Leitenberg. Después de la guerra, los ex prisioneros del campo de concentración que murieron en 1945, entre otros, de tifus, fueron enterrados inicialmente en una fosa común en el cementerio de Feldmoching, exhumados nuevamente en 1955 y trasladados al cementerio del campo de concentración Dachau-Leitenberg.

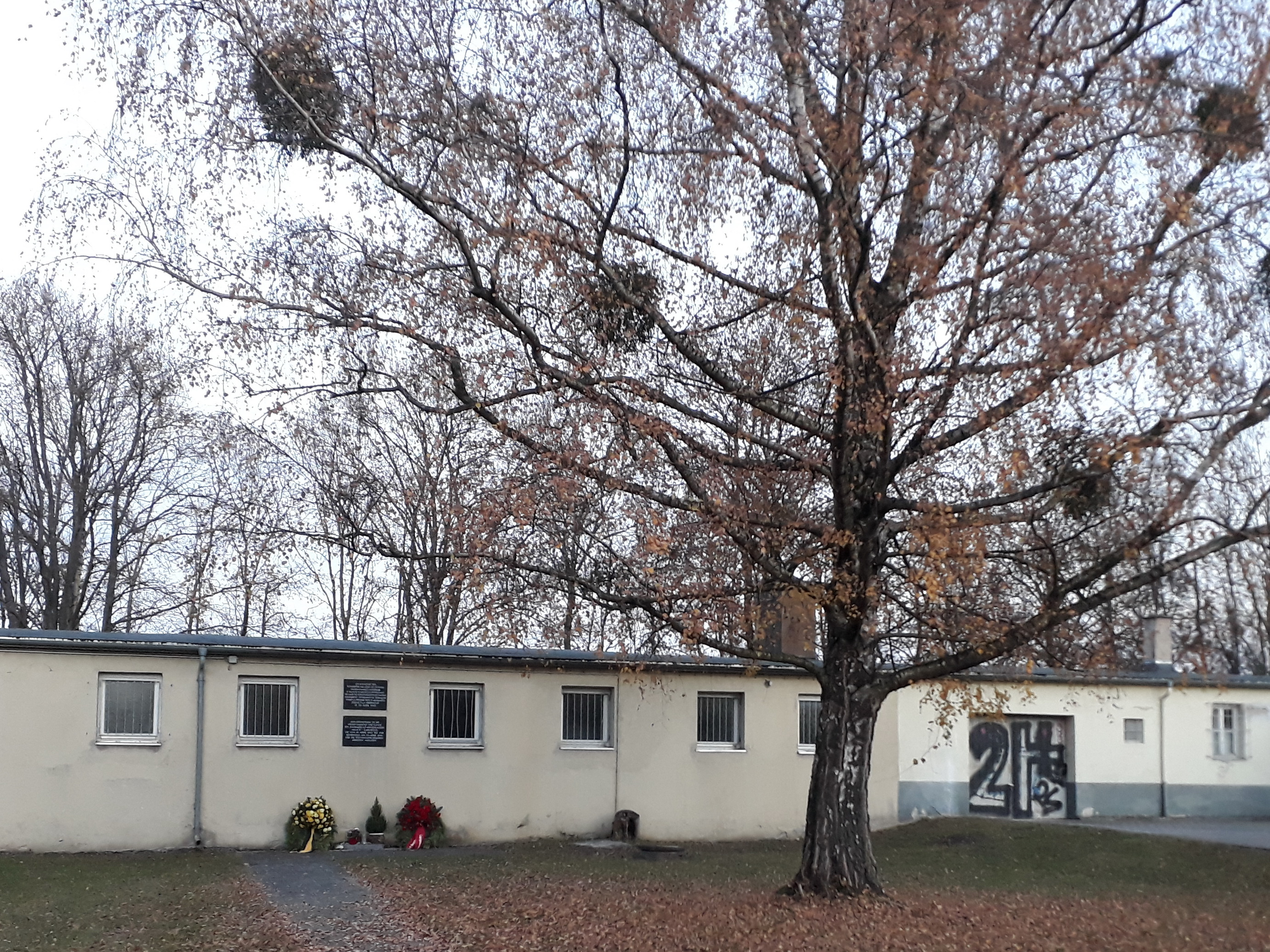
El último edificio existente del subcampo de Allach es el antiguo cuartel sanitario en Granatstrasse 10.

## Fin de la guerra, posguerra y conmemoración
Después de que el Ejército de los Estados Unidos liberara a los aproximadamente 10.000 prisioneros restantes del subcampo Allach el 30 de abril de 1945, estos fueron puestos en cuarentena hasta mediados de mayo de 1945 debido al tifus. Posteriormente, el lugar fue utilizado brevemente como campo de personas desplazadas (DP), luego como campo de internamiento para prisioneros de guerra alemanes y, de 1948 a 1951, como "Lager Staatliche Erfassungsgesellschaft" (StEG).
A partir de mediados de 1951, se convirtió en un campamento federal para emigrantes y refugiados.
En 1950, partes del subcampo del campo de concentración fueron demolidas, dando lugar en 1952 a la Nueva Siedlung Ludwigsfeld para personas desplazadas, que aún existe hoy, formando parte del distrito municipal 24 de Feldmoching-Hasenbergl. Desde 1953, las partes restantes en el este del área del antiguo campo sirvieron como alojamientos de emergencia, que no fueron demolidos hasta décadas más tarde.

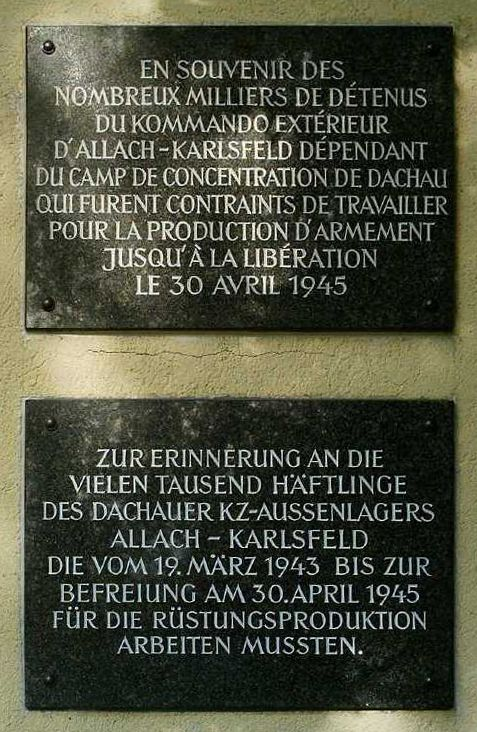
Placa conmemorativa de los prisioneros del campo de concentración en la parte trasera de Granatstrasse 10.

## Recuerdo y conmemoración
El único recordatorio del subcampo del campo de concentración es la antigua barraca de sanitarios, utilizada ahora por un club deportivo local, con una pequeña placa conmemorativa en la parte trasera de Granatstraße 10, inaugurada en mayo de 1997 por iniciativa del Comité International de Dachau. Este recuerdo solo menciona el trabajo forzado de los prisioneros, sin hacer referencia a los más de mil fallecidos. También se puede ver el cimiento de, aproximadamente 20 metros al sur de Opalstraße 24, conocida por los residentes como la "plaza de patinaje".
En 2018, el Departamento de Cultura de la ciudad de Múnich rechazó la compra de la barraca de sanitarios y descartó cualquier concepto de exposición o la asignación de recursos o personal para un memorial. El historiador del distrito, Klaus Mai, comentó al respecto: "La costosa restauración del Haus der Kunst nazi contrasta con el mantenimiento significativamente menor necesario para un lugar de terror como el de Ludwigsfeld."
En el terreno de la empresa BMW Flugmotorenbau GmbH, ahora operan las empresas sucesoras MTU Aero Engines (Dachauer Straße 665) y MAN Nutzfahrzeuge (Dachauer Straße 667).

## Planificación del desarrollo del último terreno no desarrollado del antiguo campo
En 2014, el historiador local Klaus Mai hizo pública su suposición sobre la presencia de una fosa común en el área con aproximadamente 300 ex prisioneros del campo de concentración, y en los años 2016 y 2017, una firma privada de excavación arqueológica en colaboración con la Oficina Bávara de Monumentos llevó a cabo excavaciones arqueológicas en el antiguo sitio del campo. Una selección de hallazgos fue presentada en una exposición especial del Memorial del Campo de Concentración de Dachau en 2020.
Una investigación arqueológica en la parte sur del área, acompañada por la Oficina Bávara de Monumentos, no encontró evidencia de restos humanos. Sin embargo, se encontraron doce esqueletos adicionales en el área del antiguo cementerio. La comunidad del campo de concentración de Dachau lamentó que estos no fueran reenterrados en el lugar, sino trasladados al Cementerio del Bosque de Dachau.
En el verano de 2019, el Ayuntamiento de Múnich aprobó el esquema estructural para la urbanización del último terreno libre en el lado este del antiguo subcampo del campo de concentración, en Granatstraße 12, a la Hirmer-Gruppe.

## Literatura
Relatos de testigos presenciales del campo de concentración externo KZ München-Allach
- Amicale des Anciens de Dachau (1985). Allach, "Kommando" de Dachau (en francés) (2.ª edición edición). OCLC 159843875f.
- Gutman, Jakob (2007). Die Erinnerungen eines Holocaust-Überlebenden (Hank Troemel, trad.) (en alemán). Förtsch, Schwäbisch Hall. ISBN 978-3-00-022423-2.
- Henk Sietsma alias Albertus Zach: Como trabajador forzado en el campo externo Allach, en: Sylva Schaeper-Wimmer: Contando lo incomprensible: relatos de testigos de ex prisioneros del campo de concentración Dachau, MPZ, Múnich 1997, 168 págs., ISBN 3-929862-66-2, pp. 114–118.
- Wagner, Carl (1980). Ich schlage nicht – Beitrag zur Geschichte des antifaschistischen Widerstandes 1943 im KZ-Außenlager Dachau-Allach [No golpearé - Contribución a la historia de la resistencia antifascista en el subcampo de Dachau-Allach en 1943] (en alemán). Selbstverlag, Karlsruhe. p. 43 S. OCLC 251826328. Consultado el http://karlsruhe.vvn-bda.de/wp-content/uploads/sites/49/2014/09/Karl-Wagner-Ich-schlage-nicht.pdf.
- Zach, Albertus; Henk, Sietsma (1997).  Sylva Schaeper-Wimmer, ed. Als Zwangsarbeiter im Außenlager Allach (en alemán). MPZ, München. pp. 114-118. ISBN 3-929862-66-2.

KZ München-Allach
- Neupert, S.; Haberstroh, J. (2018). «Archäologie im OT-Zwangsarbeiterlager Allach» [Arqueología en el campo de trabajadores forzados OT Allach]. Das archäologische Jahr in Bayern 2017 [El año arqueológico en Baviera 2017] (en alemán). Stuttgart. pp. 157-160. ISBN 978-3-8062-3780-1.
- Mai, Klaus (2020). Das KZ-Außenlager Dachau-Allach und das O.T.-Lager Allach-Karlsfeld in München-Ludwigsfeld – Sonderdruck zum 75. Jahrestag der Befreiung des KZ-Außenlagers Dachau-Allach am 30. April 1945 [El subcampo de Dachau-Allach y el campo de Allach-Karlsfeld O.T en Munich-Ludwigsfeld - impresión especial para el 75.º aniversario de la liberación del subcampo de Dachau-Allach el 30 de abril de 1945] (en alemán). Múnich. OCLC 1164641374.
- Mai, Klaus (2020). Das vergessene KZ – das KZ-Außenlager Dachau-Allach und das OT-Lager Allach-Karlsfeld in Ludwigsfeld [El campo de concentración olvidado: el subcampo de Dachau-Allach y el campo OT de Allach-Karlsfeld en Ludwigsfeld] (en alemán) (3. Auflage edición). Múnich: KUGEL – Kulturgemeinschaft Ludwigsfeld e. V. OCLC 906934679.
- Rozalija, Sokola (2005). 30. April 1945 – Ende und Anfang: Vom KZ-Außenlager Allach zur Siedlung München-Ludwigsfeld [30 de abril de 1945 – Fin y comienzo: del subcampo de Allach al asentamiento de Munich-Ludwigsfeld]. Múnich: Geschichtswerkstatt Neuhausen. ISBN 3-931231-15-1.
- Zofka, Zdenek (1986). «Allach – Sklaven für BMW. Zur Geschichte eines Außenlagers des KZ Dachau» [Allach: esclavos de BMW. Sobre la historia de un subcampo del campo de concentración de Dachau]. Dachauer Hefte. Bd. 2 (en alemán): 68-78. ISBN 3-423-04607-4. ISSN 0257-9472.

Enciclopedias
- Königsede, Angelika (2005). «El lugar del terror. Historia de los campos de concentración nacionalsocialistas Vol. 2: Primeros campos, Dachau, Emsland Camp».  En Benz, Wolfgang, ed. Benz, Wolfgang, ed. (2005). Der Ort des Terrors: Geschichte der nationalsozialistischen Konzentrationslager. C.H. Beck. ISBN. ISBN 978-3-406-52960-3.
- Megargee, Geoffrey P. «Early Camps, Youth Camps, and Concentration Camps and Subcamps under the SS-Business Administration Main Office». The United States Holocaust Memorial Museum encyclopedia of camps and ghettos, 1933-1945. Indiana University Press; In association with the United States Holocaust Memorial Museum. ISBN 978-0-253-35328-3. OCLC 244567181.

Contexto
- Heusler, Andreas. Trabajo forzado en la economía de guerra de Múnich 1939–1945. (2.ª edición edición). Buchendorfer, Múnich 2000. p. 474. ISBN 3-927984-07-8.
- Mai, Klaus (2013). «Kulturhistorischer Verein Feldmoching auf dem Gfild e.». 60 años de la Nueva Colonia Ludwigsfeld., Folleto complementario. (en alemán) (2.ª edición). p. 63.
- Vepřek, Libuše Hannah (2019). Ludwigsfeld – (Un-)Gleichzeitigkeiten eines Münchner Viertels – vom Kampf um Anerkennung und Deutungshoheit über einen städtischen Raum. Münchner ethnographische Schriften Band 30 (en alemán) (LMU München (Universidad Ludwig Maximilian de Múnich) edición). München (Múnich): Herbert Utz Verlag. ISBN 978-3-8316-4788-0.
- Werner, Constanze (2006). Economía de guerra y trabajo forzado en BMW: En nombre de MTU Aero Engines y BMW Group, Oldenbourg Verlag, Múnich 2006. Oldenbourg Verlag, München. pp. pp. 172 y ss., 177-190: "Organización de producción y problemas de mano de obra en el complejo de fábricas de Múnich: la planta principal de Milbertshofen y la 'fábrica KZ' Allach", p. 227. ISBN 978-3-486-57792-1.

## Nota
1. ↑  Todos los muertos fueron llevados de Allach a Dachau y cremados en el crematorio local. [...] Solo en la fase final de la Segunda Guerra Mundial, cuando llegaron numerosos transportes de evacuación a los campos de Dachau y pronto también a Allach directamente, la estricta organización perdió el control. [...] En lugar de eso, se empezaron a crear fosas comunes. [...] También en el cementerio de Feldmoching fueron enterrados entre el 8 y el 19 de mayo de 1945 los muertos por tifus del campo de concentración satélite. [...] El cementerio del campo de concentración de Karlsfeld [...] estaba ubicado justo junto a la cerca este del campo, a unos metros al este del antiguo límite norte del campo.